# Zagotino
Zagotino (ros. Заготино) – wieś (ros. деревня, trb. dieriewnia) w zachodniej Rosji, w osiedlu wiejskim Czistikowskoje rejonu rudniańskiego w obwodzie smoleńskim.

## Geografia
Miejscowość położona jest nad Gotynką, 1 km od drogi regionalnej 66N-1616 (R120 – Czistik), 3 km od drogi federalnej R120 (Orzeł – Briańsk – Smoleńsk – granica z Białorusią), 5 km od najbliższego przystanku kolejowego (450 km), 1 km od centrum administracyjnego osiedla wiejskiego (Czistik), 8 km od centrum administracyjnego rejonu (Rudnia), 56,5 km od Smoleńska.
W granicach miejscowości znajdują się ulice: Bieriozowaja, Centralnaja, Wostocznaja, Zapadnaja.

## Demografia
W 2010 r. miejscowość zamieszkiwały 54 osoby.

## Historia
W czasie II wojny światowej od lipca 1941 roku wieś była okupowana przez hitlerowców. Wyzwolenie nastąpiło w październiku 1943 roku.